# Mansfield (Arkansas)
Pour les articles homonymes, voir Mansfield.

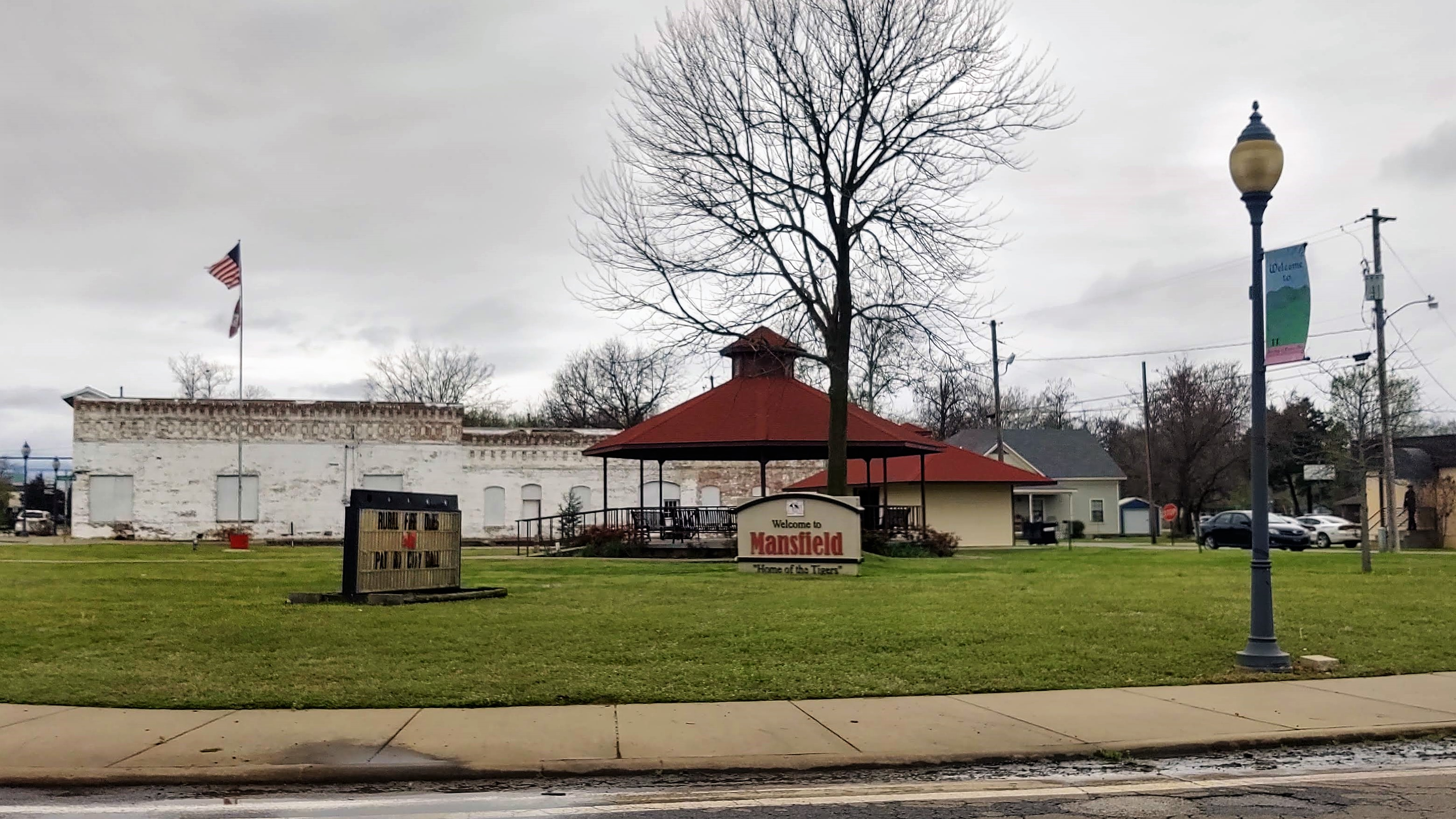
Parc au centre-ville de Mansfield

Mansfield est une ville située dans l’État américain de l'Arkansas, dans le comté de Scott et dans le Comté de Sebastian